# Trichobelonium kneiffii

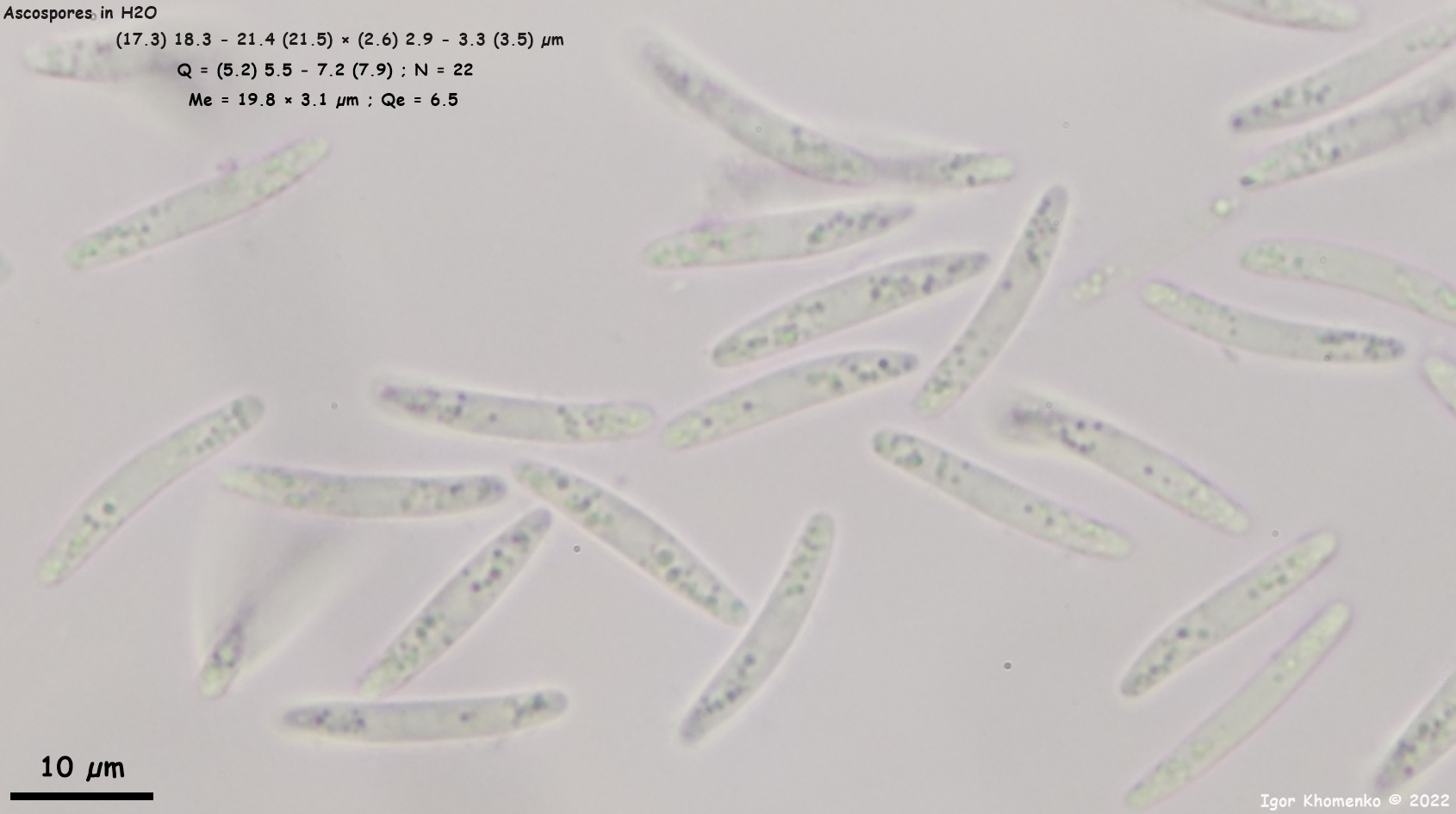
arodniki

Trichobelonium kneiffii (Wallr.) J. Schröt. – gatunek grzybów z rodziny Mollisiaceae.

## Systematyka i nazewnictwo
Pozycja w klasyfikacji według Index Fungorum: Trichobelonium, Mollisiaceae, Helotiales, Leotiomycetidae, Leotiomycetes, Pezizomycotina, Ascomycota, Fungi.
Po raz pierwszy opisał go w 1833 roku Carl Friedrich Wilhelm Wallroth, nadając mu nazwę Peziza kneiffii. Obecną, uznaną przez Index Fungorum nazwę, nadał mu w 1893 r. Joseph Schröter, przenosząc go do rodzaju Mollisia. Ma kilkanaście synonimów nazwy naukowej. Niektóre z nich:
- Belonopsis retincola (Rabenh.) Le Gal & F. Mangenot 1966
- Belonopsis rhenopalatica (Rehm) Dennis 1962
- Niptera rhenopalatica (Rehm) Dennis 1972
- Tapesia kneiffii (Wallr.) J. Kunze 1879[2].

## Morfologia
Owocnik
Apotecja o średnicy 0,5–2 mm, bez trzonu, w młodym wieku podobne do pączków, później otwierające się i rozpłaszczające, szarawożółte lub ochrowożółte, brzeg bardziej szarawy. Worki 94–115 × 8 μm, cylindryczne, 8-zarodnikowe. Parafizy o długości około 100 µm, szerokości 3–4 µm, zwykle z jedną dużą gutulą, z 1–2 przegrodami w pobliżu
podstawy. Askospory15–25 × 2,5–3 μm, cylindryczne, proste do lekko zakrzywionych, przeważnie bezsprzegrodowe, niektóre z 1 przegrodą, z wieloma małymi gutulami w pobliżu wierzchołków.

## Występowanie i siedlisko
Znane jest występowanie Trichobelonium kneiffii w Ameryce Północnej, Europie i Azji. Najwięcej stanowisk podano w Europie. W Polsce M.A. Chmiel w 2006 r. przytoczyła 8 stanowisk (pod nazwą Tapesia kneiffii), aktualne stanowiska podaje także internetowy atlas grzybów. Znajduje się w nim na liście gatunków zagrożonych i wartych objęcia ochroną.
Grzyb saprotroficzny pospolicie występujący na martwych pędach trzciny pospolitej.